# Bloye
Bloye és un municipi francès situat al departament de l'Alta Savoia i a la regió d'Alvèrnia-Roine-Alps. L'any 2007 tenia 496 habitants.

## Demografia

### Població
El 2007 la població de fet de Bloye era de 496 persones. Hi havia 175 famílies de les quals 27 eren unipersonals (8 homes vivint sols i 19 dones vivint soles), 61 parelles sense fills, 83 parelles amb fills i 4 famílies monoparentals amb fills.
La població ha evolucionat segons el següent gràfic:
Habitants censats

### Habitatges
El 2007 hi havia 199 habitatges, 181 eren l'habitatge principal de la família, 10 eren segones residències i 8 estaven desocupats. 194 eren cases i 5 eren apartaments. Dels 181 habitatges principals, 169 estaven ocupats pels seus propietaris, 8 estaven llogats i ocupats pels llogaters i 5 estaven cedits a títol gratuït; 7 tenien dues cambres, 14 en tenien tres, 45 en tenien quatre i 116 en tenien cinc o més. 157 habitatges disposaven pel capbaix d'una plaça de pàrquing. A 60 habitatges hi havia un automòbil i a 112 n'hi havia dos o més.

### Piràmide de població
La piràmide de població per edats i sexe el 2009 era:
| Homes | Edats   | Dones |
| ----- | ------- | ----- |
| 0     | 95 o +  | 0     |
| 0     | 90 a 94 | 0     |
| 0     | 85 a 89 | 0     |
| 0     | 80 a 84 | 4     |
| 4     | 75 a 79 | 0     |
| 0     | 70 a 74 | 12    |
| 8     | 65 a 69 | 12    |
| 12    | 60 a 64 | 8     |
| 16    | 55 a 59 | 12    |
| 24    | 50 a 54 | 32    |
| 24    | 45 a 49 | 12    |
| 4     | 40 a 44 | 12    |
| 24    | 35 a 39 | 12    |
| 12    | 30 a 34 | 16    |
| 24    | 25 a 29 | 16    |
| 12    | 20 a 24 | 16    |
| 8     | 15 a 19 | 12    |
| 12    | 10 a 14 | 8     |
| 0     | 5 a 9   | 4     |
| 16    | 0 a 4   | 16    |

## Economia
El 2007 la població en edat de treballar era de 319 persones, 247 eren actives i 72 eren inactives. De les 247 persones actives 238 estaven ocupades (129 homes i 109 dones) i 9 estaven aturades (4 homes i 5 dones). De les 72 persones inactives 32 estaven jubilades, 19 estaven estudiant i 21 estaven classificades com a «altres inactius».

### Ingressos
El 2009 a Bloye hi havia 191 unitats fiscals que integraven 531,5 persones, la mediana anual d'ingressos fiscals per persona era de 20.743 €.

### Activitats econòmiques
Dels 15 establiments que hi havia el 2007, 1 era d'una empresa alimentària, 1 d'una empresa de fabricació de material elèctric, 2 d'empreses de construcció, 3 d'empreses de comerç i reparació d'automòbils, 2 d'empreses de transport, 1 d'una empresa d'hostatgeria i restauració, 2 d'empreses financeres, 1 d'una empresa immobiliària i 2 d'empreses de serveis.
Dels 3 establiments de servei als particulars que hi havia el 2009, 1 era un paleta, 1 guixaire pintor i 1 restaurant.
L'únic establiment comercial que hi havia el 2009 era una fleca.
L'any 2000 a Bloye hi havia 8 explotacions agrícoles que ocupaven un total de 360 hectàrees.

## Equipaments sanitaris i escolars
El 2009 hi havia una escola elemental.

## Poblacions més properes
El següent diagrama mostra les poblacions més properes.